# Deerfield Township (Missouri)
Deerfield Township est un township, situé dans le comté de Vernon, dans le Missouri, aux États-Unis,.
Le township est fondé en 1855 et baptisé en référence à l'abondance de cerfs, en anglais : deers, dans la région.

### Source de la traduction
- (en) Cet article est partiellement ou en totalité issu de l’article de Wikipédia en anglais intitulé « Deerfield Township, Vernon County, Missouri » (voir la liste des auteurs).